# Banco do Brasil Americas
O Banco do Brasil Americas é uma subsidiária do Banco do Brasil, com atuação no ramo bancário nos Estados Unidos. Surgiu em 2012, com a aquisição do Eurobank em abril de 2011 e que por sua vez foi estabelecido em 1986.
Todas suas agências estão no estado da Flórida, nas localizações de Brickell, Aventura, Doral, Pompano Beach, Boca Raton, Orlando e West Boca Raton. Oferece serviços bancários tanto para pessoa física quanto jurídica, inclusive opções de investimento, cartões de crédito e empréstimos.
A sede do banco fica na cidade de Miami no estado da Flórida nos Estados Unidos.
É um banco de pequeno porte, situando-se na posição 1738 no ranking dos maiores bancos dos EUA. Possui, no entanto, boa saúde financeira, classificada entre os 200 bancos mais saudáveis do país. 